# Ablabesmyia costarricensis
Ablabesmyia costarricensis är en tvåvingeart som först beskrevs av C. Picado 1913.  Ablabesmyia costarricensis ingår i släktet Ablabesmyia och familjen fjädermyggor.
Artens utbredningsområde är Costa Rica. Inga underarter finns listade i Catalogue of Life.